# اعترافات جان جاك روسو
اعترافات جان جاك روسو كتاب سيرة ذاتية من تأليف جان جاك روسو، يتحدث فيه الكاتب عن ثلاث وخمسون سنة من حياته، بدء بتألفيه سنة 1765 وأنتهى سنة 1769، لكن الكتاب لم ينشر حتى 1782 أي بعد أربع سنوات من وفاته.

## روابط خارجية
- اعترافات جان جاك روسو على موقع الموسوعة البريطانية (الإنجليزية)